# Tania Prill
Tania Prill (* 1969 in Hamburg) ist eine deutsche Grafikdesignerin, lebt und arbeitet in Zürich. Bis zu dessen Tod war sie verheiratet mit Hans-Rudolf Lutz.

## Beruflicher Werdegang
1995 schloss sie als Visuelle Gestalterin an der Hochschule für Gestaltung und Kunst Zürich ab. 1996 erhielt sie das Diplom im Fachbereich Visuelle Kommunikation an der Hochschule für Künste Bremen.
Tania Prill leitet seit 2001 in Zusammenarbeit mit Alberto Vieceli das Zürcher Studio Prill & Vieceli und ist Mitglied der Alliance Graphique Internationale. Seit 1997 übt sie Lehrtätigkeiten an Hochschulen in Luzern, Bern und Zürich aus. Von 2004 bis 2006 war sie Gast- und Vertretungsprofessorin, von 2006 bis 2010 Professorin für Kommunikationsdesign an der Hochschule für Gestaltung Karlsruhe. Seit 2010 ist sie Professorin für Typografie an der Hochschule für Künste Bremen.

## Veröffentlichungen
- Bruchlinien: Drei Episoden zum NSU, mit Anne König und Nino Paula Bulling, Spector Books OHG, 1. Auflage (1. Oktober 2019), ISBN 3959052987

## Auszeichnungen
Tania Prill hat mit ihrer Arbeit vor allem im Bereich Buchgestaltung mehrere Design-Auszeichnungen erhalten.
- Most Beautiful Swiss Books, Federal Office for Culture, Switzerland, 2002
- 100 Beste Plakate, Deutschland, Österreich, Schweiz, 2003
- Kulturelle Grafik aus Zürich, Schwäbisch Gmünd, Germany, 2004
- Most Beautiful Swiss Books, Federal Office for Culture, Switzerland, 2004
- 100 Beste Plakate, Deutschland, Österreich, Schweiz, 2005
- Most Beautiful Swiss Books, Federal Office for Culture, Switzerland, 2005
- Jan-Tschichold-Preis, Federal Office for Culture, Switzerland, 2006
- Most Beautiful Swiss Books, "Book of the Jury", Federal Office for Culture, Switzerland, 2006
- Spielwitz und Klarheit, Architecture, Graphic Design and Design in Switzerland 1950 — 2006, Berne, 2006
- Leistungspreis, School of Art and Design Zurich, 2006
- Eidgenössisches Stipendium für Design, Federal Office for Culture, Switzerland, 2007
- red dot award: communication design, 2007